# Osopsaron verecundum
Osopsaron verecundum és una espècie de peix de la família dels percòfids i de l'ordre dels perciformes.

## Descripció
Fa 6 cm de llargària màxima. 4-5 espines i 19-20 radis tous a l'aleta dorsal i 23-24 radis tous a l'anal. 32-33 vèrtebres.

## Alimentació
El seu nivell tròfic és de 3,24.

## Hàbitat i distribució geogràfica
És un peix marí, demersal i de clima subtropical, el qual viu al Pacífic nord-occidental: el sud del Japó.

## Observacions
És inofensiu per als humans i el seu índex de vulnerabilitat és baix (15 de 100).